# دانشکده پزشکی بیرجند
دانشکده پزشکی دانشگاه علوم پزشکی بیرجند یکی از دانشکده‌های پزشکی ایران وابسته به دانشگاه علوم پزشکی بیرجند در بیرجند است. این دانشکده در سال ۱۳۶۵ بنیانگذاری شد و دارای 3 بیمارستان آموزشی است.

## تاریخچه
دانشکده پزشکی بیرجند در سال ۱۳۶۵ بنیانگذاری شد. هم‌اکنون ریاست این دانشکده را دکتر قاسم کریمی بندرآبادی برعهده دارد.